# Бернау
Бернау (нім. Bärnau) — місто в Німеччині, розташоване в землі Баварія. Підпорядковується адміністративному округу Верхній Пфальц. Входить до складу району Тіршенройт.
Площа — 74,42 км2. Населення становить 3055 ос. (станом на 31 грудня 2020).